# Drama
A Yes angol progresszív rockegyüttes által kiadott tizedik stúdióalbum a Drama. Különlegessége, hogy ez az egyetlen Yes-lemez, melyen nem Jon Anderson énekel, őt Trevor Horn helyettesíti.

## Számok
1. Machine Messiah – 10:27
2. White Car – 1:21
3. Does It Really Happen? – 6:35
4. Into the Lens – 8:33
5. Run Through the Light – 4:43
6. Tempus Fugit – 5:15

## Közreműködő zenészek
- Trevor Horn – ének
- Chris Squire – basszusgitár
- Steve Howe – gitár
- Geoff Downes – billentyűs hangszerek
- Alan White – dob